# Agostino Patrizi Piccolomini
Agostino Patrizi Piccolomini (Siena, 1435 circa – 1495) è stato un vescovo cattolico italiano.

## Biografia
Agostino Patrizi nacque a Siena intorno al 1435 dal notaio Luigi Patrizio Patrizi; il cognome Piccolomini gli fu aggiunto dal suo patrono, Enea Silvio Piccolomini, che prima di salire al trono pontificio nel 1458 col nome di Pio II era stato dal settembre 1450 vescovo di Siena. Compì gli studi a Siena dove fu l'allievo del canonista Fabiano Benci e, ricevuti gli ordini, nel 1460 raggiunse Roma in qualità di amanuense privato del papa e lettore pontificio.
Il 1º aprile 1464 fu nominato abbreviatore e alla morte di Pio II, entrò al servizio del cardinale Francesco Todeschini Piccolomini. Nel 1466 integra l'Ufficio delle Celebrazioni Liturgiche del Sommo Pontefice in quanto chierico soprannumerario a fianco dei  Magistri Cæremoniarum Apostolicarum Petrus Burgensis e Antonio Rebioli, quest'ultimo presidente per anzianità. Il 13 gennaio 1469 licenziò il De adventu Friderici III imperatoris, rendiconto storico redatto su incarico di Paolo II dedicato alla seconda visita a Roma dell'imperatore Federico III (24 dicembre 1468-9 gennaio 1469). Alla fine del 1469, scomparso il Burgensis, il papa lo nominò magister cæremoniarum. Nell'estate del 1471 accompagnò il Todeschini alla dieta di Ratisbona, di cui rese conto nel De legatione Germanica. Il 10 marzo 1478, Sisto IV gli offrì, dopo 18 anni di servizio presso la Curia, un congedo di due anni e mezzo per ritirarsi nelle sue terre senesi e dedicarsi agli studi e verosimilmente alla stesura della sua storia del concilio basilense e dei suoi antecedenti, essendo sostituito da Domenico Nicolai al fianco del Rebioli. Il 10 luglio 1479 gli fu rinnovata la nomina di abbreviatore e conferito il titolo di arciprete di Montalcino. Con il favore del Todeschini, il 19 gennaio 1484 fu nominato da Sisto IV vescovo delle diocesi aeque principaliter unite di Pienza e Montalcino. In vista della nomina episcopale, Agostino Patrizi rinunciò il 29 novembre 1483 alla carica di cerimoniere della cappella pontificia in favore del Burcardo ed il successivo 6 dicembre a quella di abbreviatore in favore di Agostino Piccolomini. Tuttavia, dopo la morte del Rebioli, avvenuta il 24 settembre 1484, fu richiamato da Innocenzo VIII nel collegio dei cerimonieri a partire dal 24 dicembre 1485 in qualità di presidente. Il collegio era dunque costituito dal Patrizi, affiancato dal Burcardo e quale suprannumerario da Johannes Maria de Podio. Il Patrizi si dimise il 13 maggio 1488, lasciando il posto ad Aldello Piccolomini.
Nel 1485, durante il pontificato di papa Innocenzo VIII, pubblicò il primo Pontificale Romano stampato.
Compì anche visite pastorali in Alto Adige e nel Tirolo.
Usando lo pseudonimo di Tisbo Colonnese, riprendendo o creando "ex novo" alcune leggende, pubblicò a partire dal 1488 alcuni scritti che cercavano di celebrare e nobilitare le origini della città di Siena, sostenendo che essa discendeva direttamente addirittura da Romolo e Remo, mistificando anche l'origine del nome delle contrade e altri fatti storici. Le storie ebbero però tale successo da diventare verosimili e adottate da allora  nella "vulgata" della storia della città.
Morì nel 1495 e dal 31 ottobre di quell'anno il cardinale Todeschini fu designato amministratore della diocesi.
La sua figura di umanista è attestata dall'elogio che gli tributa in una corrispondenza, l'amico Giacomo Gherardi di Volterra:
(Enrico Carusi, Dispacci e lettere di Giacomo Gherardi, nunzio pontificio a Firenze e Milano: 11 settembre 1487-10 ottobre 1490, Roma, Tipografia Poliglotta Vaticana, 1909, pag. 267)

## Opere conservate
- De adventu Friderici III imperatoris ad Paulum papam II (1469). Biblioteca Apostolica Vaticana (BAV) Ms. Vat. lat. 8090, ff. 47(r)-69(v)
- De legatione Germanica (1471). BAV Ms. Vat. lat. 3842, ff. 22(r)-85(v)
- Summarium concilii Basilensis (1480). BAV Ms. Vat. lat. 4193, ff. 1-201
- Vita optimi ac integerrimi viri Fabiani Benci Politianensis sacrorum canonum professoris clarissimi (1481). Biblioteca nazionale centrale di Firenze. Fondo Conventi soppressi, Ms. Conv.soppr.D.9.691. ff. 102(v)-109(v)
- Epitoma Casinensis historiae (s.d.). BAV Ms. Vat. lat. 2961, ff. 1(r)-68(v)
- Historiarum Senensium libri (s.d). BAV Ms. Vat. lat. 5297, ff.
- De antiquitate civitatis Senarum (1488). BAV Ms. Chig. G I 9, ff. 118(r)-123(v)
- Epistulae (s.d.). Biblioteca Angelica. Ms. 1077, ff. 89 sq. (passim)

### Compendi liturgici
- Caeremoniae Legati de latere (1483). BAV Ms. Vat. lat. 12548, ff. 195-200v
- Pontificalis Liber magna diligentia Reverentia in Christo Patris, D. Augustini Patricii de Piccolominibus, Episcopi Pientini et Ilcinensis ac Venerabilis Viri Domini Johannis Burckardi, Praepositi & Canonici ecclesiae Sancti Fiorentii Haselancensis, Argentinensis Dioecesis correctus et emendatus, Roma, Stephan Planck, 1485.
- Cæremoniale Sanctæ Romanæ Ecclesiæ (1488). BAV Ms. Vat. lat, 4971[7]

## Opere incompiute o perdute
- Epigrammata
- De viris doctis et rerum inventoribus
- Liber sacerdotalis
- Apologia vel defensio contra Johannis Simonetae commentarium rerum gestarum Francisci Sfortiae Mediolanensis (1488 ca)

## Genealogia episcopale
La genealogia episcopale è:
- Vescovo Costantino Eroli
- Vescovo Agostino Patrizi Piccolomini